# アホ毛

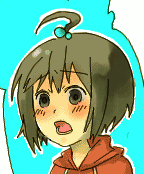
はてなちゃん（はてなタン）

あほ毛/アホ毛（あほげ）とは、20世紀後期後半以降の日本における美容分野発祥の若者言葉で、原義たる美容用語としては、まとめ髪の表面からぴんぴんと跳ね出てきてしまう短い毛をいう（■右上段の1点目・2点目の画像を参照）。
また、原義から転じて、日本産の漫画系サブカルチャーの分野では、誇張された表現として描かれる、頭髪から勢いよく跳ねるように飛び出している一束の毛をいう（■右上段の3点目の画像を参照）。この意味での「アホ毛」は寝癖や癖毛によって理由付けされることもあるが、犬猫の尻尾のように自在に動かせて多彩な表情を生み出せる感情表現用の小道具になっていることまである。

## 名称
日本語「あほ毛」は、「阿呆（あほう）」の転訛形である「あほ」と、「毛（け）」を連結させた合成語（複合語）である［ ja: aho (あほ;阿呆) + -ge (げ;毛) ］。日本語で「阿呆毛」と漢字表記する例は、無いと言って差し支えないほどに見当たらない。美容業界での表記は、基本的には「あほ毛」で、「アホ毛」も用いる（表記揺れの範疇）。一方、漫画系サブカルチャー分野での表記は、ほぼ例外なく「アホ毛」が用いられている。
中国語では、「呆毛（拼音:dāimáo〈日本語音写例:タァイマァォ〉）」「笨毛」「笨蛋毛」「阿呆毛」などと呼ばれる。
英語では、日本語第1義の対訳語として "cowlick"(cf. en,wikt:en) や "frizz"(cf. wikt:en) がある。一方、日本語第2義は独特の概念であるため、外国語に対訳語は見当たらず、そのまま "ahoge" を用いることが多いと思われる。ただ、英語では "frizz" で対訳する場合がある。Urban Dictionary（米国のクラウドソーシングオンライン辞書サイト）において、記録の保持されている2012年7月以降現在まで、"ahoge" というワードは盛んに検索されている。

## 歴史
美容業界用語としての「あほ毛」は、1970年代（昭和45～54年）もしくは1980年代（昭和55年～昭和64年/平成元年）に既に存在していたとされる。少なくとも、1990年代（平成2～11年）には関西地方の若者言葉として広まっていたことが、書籍などで確認できる。2003年（平成15年）頃には、関東地方でも一般的な若者言葉として広く認知されていることが確認されている。
漫画系サブカルチャー分野における、用語「アホ毛」（※この分野ではカタカナ表記が一般的）の正確な初出は不明であるが、商業漫画では、山田南平『久美子 & 慎吾』シリーズ（白泉社の少女漫画雑誌『花とゆめ』1990年20号からシリーズ連載が開始）の4作目『STEP UP』119ページにてヒロイン久美子の頭の1本毛を初めて「アホ毛」と呼称した。
また、批評家で小説家の東浩紀は、自著『動物化するポストモダン オタクから見た日本社会』（2001年刊）の中で、自身の観察において、「触角のように跳ねた髪」は1990年代半ばのノベルゲーム『痕』で現れたことから一般化していったとしている。同ゲームのキャラクター・柏木初音の「触角のように跳ねた髪」はアホ毛そのものであり、同作が発売された1996年（平成8年）当時から（「アホ毛」という名称ではないものの）このような表現が見られたことを示している。しかし他方、ゲーム雑誌『ドリマガ』の編集部は、増刊『RASPBERRY』Vol.17の誌上で、アホ毛の最初の由来はアダルトゲーム・ブランド「Studio e.go!」（1998年〈平成10年〉5月22日創設）のマスコット「デボスズメ」であるとしており、東浩紀の説と相剋している。

### 年表

#### 単語の発生前
- 1909年 - 米国にて、キューピーの登場。
  - 漫画系の「あほ毛」の定義に適うかも知れない特徴を具えた世界最古のキャラクターが世に出る。当初は跳ね髪とまで言える髪を具えていないが、デザインが洗練されてゆくなかで可愛く跳ねた髪を頭頂・前頭・側頭などに具えた造形が生まれてくる。右列に示した画像はその典型である。ただ、こういった特徴は徐々に整理され、跳ねているとまでは言えない控えめな程度に抑えられていった。そうやって定型化したキューピーの髪は尖らせてはいても跳ねてはいない。なお、キューピーは性別不特定のキャラクターである。
- 1930年8月9日 - 米国にて、ベティ・ブープの登場。
  - 美容系の「あほ毛」の定義に適い、解釈次第では漫画系の「あほ毛」の定義にも適う特徴を具えた、世界最古のキャラクターが世に出る。女性キャラとして最古といえる。
- 1938年6月30日 - 米国にて、スーパーマンの登場。
  - 漫画『スーパーマン』の連載開始。漫画系の「あほ毛」の定義に適う跳ね髪を具えた男性キャラクターとして世に出る。世界的に著名な男性キャラとして最古であろう。
- 1946年（昭和21年）1月1日 - 日本にて、漫画家・手塚治虫のデビュー。
  - マァチャンの登場。マァチャンからピートを経てケン一へ到る系譜。
    - 手塚作品には、アホ毛を具えた男性キャラクターが当初から非常に多く、デビュー作『マァチャンの日記帳』の少年主人公マァチャンではやや控えめに、翌1947年（昭和22年）刊行の書き下ろし単行本『新宝島』の少年主人公ピートでははっきりと、前頭部に生える一束の跳ね髪が描かれている。ピートはマァチャンのリファイン・キャラクターであるが、手塚作品のスターシステムにおける少年スター「ケン一」の雛形に当たる[* 6]。むろん、ケン一もアホ毛を具えている。このように、米国とは違って日本での「あほ毛」キャラの嚆矢は男性（少年）であった[* 7]。
- 1953年（昭和28年）1月 - サファイアの登場。
  - ベティ・ブープ張りに数多くの跳ね髪を具えた手塚キャラクター（少なくとも、名のある手塚キャラ）の登場は女性が先で、それは1953年1月に連載を開始した『リボンの騎士』の女性主人公サファイア[* 8]である[* 9]。跳ね髪の数を問わず手塚の女性キャラの中で最古かも知れない。もっとも、ベティ・ブープ張りのサファイアの跳ね髪は男装時に限って描かれるもので、素顔の時の彼女は内向きにカールする柔和な髪形をしていて、これをもって女性の例と見なすのが適当かどうかという問題はある（※男装時のサファイアを女性キャラから外した場合、跳ね髪を具えた名のある日本製女性キャラの初出を特定するのは難しくなる）。
- 1955年（昭和30年）4月 - 天草鉄太郎の登場。
  - 真の男性キャラクターとしては、1955年4月に連載を開始した『流星王子』の少年主人公・天草鉄太郎が、いがぐり頭に似て非なるトゲトゲとした跳ね髪を多数具えた特徴的な髪形をしており[* 10]、現実にいると想定すればこの造形は美容系の「あほ毛」であってもおかしくない（※ただ、映画のエキストラという設定上、少年ながらも整髪料で固めた髪形かも知れず、その可能性を排除できない）。
  - なお、天草鉄太郎はあまり有名とは言えず、ベティ・ブープ張りに数多くの跳ね髪を具えた手塚の男性キャラで、早期の登場、なおかつ有名どころということでは、手塚作品の三大悪役スターの一人であるハム・エッグ以外に無いと思われる[* 11]。この悪役スターはデビュー前年（1945年）の習作『オヤヂの宝島』で原型キャラクターとして早くも登場している[* 11]が、ここでは跳ね髪を具えておらず、数年後（※未特定[* 12]）に跳ね髪だらけのキャラクターへとリファインされている。

手塚以前の日本の漫画に跳ね髪を具えた固定キャラクターを見出すことは難しく、一方で、手塚はデビューから数えて10年と3か月以内（天草鉄太郎の登場まで）に上述した同属4種のキャラクター（跳ね髪の男性、跳ね髪の女性、跳ね髪の多い女性、跳ね髪の多い男性）を全て登場させている。

#### 単語の発生後
- 1970年代（昭和45～54年）もしくは1980年代（昭和55年～昭和64年/平成元年） - 「あほ毛」という日本語が、関西地方の美容業界用語として既に存在したという。時期は不特定ながら、「あほ毛」という語の発祥はここにある。
- 1990年（平成2年）9月下旬か[* 13] - 漫画系サブカルチャーにおいて最も早く「あほ毛」に言及した可能性のある作品の連載開始。
  - 白泉社の少女漫画雑誌『花とゆめ』1990年20号にて、山田南平『久美子 & 慎吾』シリーズの連載が始まる。その後、シリーズ4作目のSTEP UP 119ページにてヒロイン久美子の頭の1本毛を初めて「アホ毛」と呼称する。
- 1990年代（平成2～11年）[* 14] - 「あほ毛」が、関西地方の若者言葉として広まっていたことが書籍等で確認できる。
- 1996年（平成8年）7月26日 - ノベルゲーム『痕』の発売。
  - 東浩紀の説（2001年）によれば、当作品で「触角のように跳ねた髪」が描かれたのを皮切りに、漫画系の「あほ毛」の一般化が始まった（※ドリマガの説と相剋）。
- 1998年（平成10年）5月22日 - アダルトゲーム・ブランド「Studio e.go!」の創設。
  - ゲーム雑誌『ドリマガ』編集部の説によれば、当ブランドのマスコットである「デボスズメ」が、漫画系の「あほ毛」をデザインに採り入れたキャラクターの先駆けになった（※東浩紀の説と相剋）。
- 2003年（平成15年）2月28日 - 日本にて、感情表現ツールとしても機能する常時具有のアホ毛の登場。
  - 青春恋愛アドベンチャーゲーム『マブラヴ』EXTRA編が発売され、重要登場人物の一人「鑑 純夏 かがみ すみか」が、そのような“小道具”を常時有するキャラクターとして、日本（あるいは世界か）で初めて世に出る。
- 2003年（平成15年）頃 - 「あほ毛」が、関東地方でも一般的な若者言葉として普及していることが確認できる。
- 2018年（平成30年）2月16日[8] - 日本にて、「あほ毛抑え」を謳う化粧品の発売。
  - クラシエが、スタイリングシリーズ「いち髪」の新アイテム「ヘアキープ和草スティック」を発売し、あほ毛の予防効果を売りの筆頭に挙げる[8][9]。ここで製造者が定義したのは「スタイリング時の摩擦で毛髪強度が落ちて切れやすくなることで発生する切れ毛」というものであった[8]。

## キャラクター造形におけるアホ毛
漫画系サブカルチャー分野における「あほ毛」は、毛髪1本だけではなく、細い髪房として表現されることが多い。「あほ毛」という言葉が一般化する以前は「触角」もしくは「アンテナ」と呼ばれていた。「触角」と呼ぶ場合、1〜3本程度の束が飛び出しているものを指し、このように、現在では「あほ毛」はそのキャラクターの外観を構成する設定上の要素となっている（つまり、常時アホ毛を有するキャラクターとして設定されている）ことが多い。また、萌えの対象ともなっている。
ただし磯野波平（『サザエさん』）のように、禿頭で頭頂部から1本毛が生えているだけの場合も、一部ではアホ毛と呼ばれる。しかし、一般的にはアホ毛はあくまでも他にも多数の毛髪が頭頂部に存在している場合に、それにもかかわらず他の髪の毛から飛び出しているものに対する名称である。また、『ゲゲゲの鬼太郎』の鬼太郎の妖怪アンテナ（妖気計算髪）はアンテナであってもアホ毛とは呼ばれない。アホ毛はあくまでも、無意識に存在するか、あるいは後述のように心象描写のためのものである。
日本の少女漫画の嚆矢である手塚治虫『リボンの騎士』の主人公サファイアの男装バージョン、また、後年の『ふしぎなメルモ』の主人公メルモでは、髪を跳ねさせることによるキャラクター造形を見られる。「あほ毛」という呼称そのものは比較的新しいが、キャラクターの造形法としての歴史は古く、ベティ・ブープからキューピーまで遡ることができる。しかし、日本の漫画系サブカルチャー分野では、その黎明期において、今日「あほ毛」と見なされる髪形のキャラクターは男性キャラクターにこそ多く見られるものであった。上述のサファイア王子（男装時のサファイア王女）にしても、アホ毛のあるそれは男としての身なりであり造形であった。日本のこの分野において、女性キャラクターのほうにアホ毛を具える者が多くなるのは、遥かのちのことである。
アメリカン・コミックス（アメコミ）の世界においては、男性の「アホ毛」に当たる造形は古くからその存在が確認されている。たとえば、古典アメコミの代表格である『スーパーマン』では、主人公スーパーマンの前髪一束が小さく跳ねるように描かれており、それ自身が彼のトレードマークとなっている。
外見的特徴としてだけでなく、アホ毛自体に特殊な能力を持たせる例や、感情や表情の変化に応じてアホ毛の形状が変化する例もある（なお、後者のケースにおける最初のキャラはマブラヴの鑑純夏。（ニコニコ生放送で告白している）他の例は『すぱすぱ』など）。跳ねた髪の房に特殊な能力を持たせる例は前述の水木しげる『ゲゲゲの鬼太郎』の主人公・鬼太郎の「妖怪アンテナ」（妖気を感じると髪の毛が一房棘のように逆立つ）の表現に原型を見ることができる。さらに遡ればA・E・ヴァン・ヴォークトのSF小説『スラン』の触毛スランにも見られる。里見桂のマンガ『なんか妖かい!?』のヒロイン・ミルは、鬼太郎と同じ「妖怪（妖気）アンテナ」を持っている（同作へのオマージュである）。これを切ってしまうと能力が発揮できなくなるなどの描写もある。雑誌連載は1982年からであり、女性キャラクターの例としては最初期に属する。TVアニメ『スイートプリキュア♪』では主要登場人物のキュアビートが、第23話で決め台詞とともに自身のアホ毛を楽器の弦の如く爪弾き、アホ毛からギターの音色が流れ、ギターを使うキャラとして印象を高めるシーンが登場した。
アホ毛の認識度や知名度の上昇に伴い、アホ毛がキャラクターを語る上で重大な意味を持ったり、アホ毛そのものがキャラクター性を帯びたりする例も見られるようになってきた。『ぱにぽに』のヒロインの一人・姫子のアホ毛は、取り外し可能であったり、精神波や電波や虫の知らせを受信できたり、アホ毛そのものに人格が存在したり、寄生虫のごとく姫子を乗っ取ろうとしたりする。また『Fate/hollow ataraxia』においては、ヒロインの一人・セイバーのアホ毛を他者が触れることで、彼女の別人格である黒セイバー（セイバー・オルタ）が現れ、人格のみならず服装も瞬時に変貌する。さらに『トップをねらえ2!』では、主人公がアホ毛を用いて数億体ものバスター軍団を指揮するなど、大掛かりなギミックが登場している。